# Kecamatan Keritang
Kecamatan Keritang är ett distrikt i Indonesien.   Det ligger i provinsen Kepulauan Riau, i den västra delen av landet, 700 km nordväst om huvudstaden Jakarta.